# Comuna Braniștea, Mehedinți
Braniștea este o comună în județul Mehedinți, Oltenia, România, formată din satele Braniștea (reședința) și Goanța.

## Demografie
Componența etnică a comunei Braniștea
     Români (95,14%)
     Alte etnii (4,86%)
Componența confesională a comunei Braniștea
     Ortodocși (95,02%)
     Alte religii (0,18%)
     Necunoscută (4,8%)
Conform recensământului efectuat în 2021, populația comunei Braniștea se ridică la 1.647 de locuitori, în scădere față de recensământul anterior din 2011, când fuseseră înregistrați 1.827 de locuitori. Majoritatea locuitorilor sunt români (95,14%). Din punct de vedere confesional, majoritatea locuitorilor sunt ortodocși (95,02%), iar pentru 4,8% nu se cunoaște apartenența confesională.

## Geografie
Prin comuna trece Râul Drincea. Comune vecine: Dârvari, Vânători, Cujmir, Cearâng și Punghina. Altitudine 83 m.d.m.

## Politică și administrație
Comuna Braniștea este administrată de un primar și un consiliu local compus din 11 consilieri. Primarul, Ion Marin[*], de la Partidul Social Democrat, este în funcție din 2008. Începând cu alegerile locale din 2024, consiliul local are următoarea componență pe partide politice:
|  | Partid                    | Consilieri | Componența Consiliului | Componența Consiliului | Componența Consiliului | Componența Consiliului | Componența Consiliului | Componența Consiliului | Componența Consiliului | Componența Consiliului |
|  | ------------------------- | ---------- | ---------------------- | ---------------------- | ---------------------- | ---------------------- | ---------------------- | ---------------------- | ---------------------- | ---------------------- |
|  | Partidul Social Democrat  | 8          |                        |                        |                        |                        |                        |                        |                        |                        |
|  | Partidul Național Liberal | 3          |                        |                        |                        |                        |                        |                        |                        |                        |